# Conteville (Eure)
Conteville é uma comuna francesa na região administrativa da Normandia, no departamento de Eure. Estende-se por uma área de 10,62 km². Em 2010 a comuna tinha 1 016 habitantes (densidade: 95,7 hab./km²).